# Georg Schnitter
Georg Schnitter (* 1552 in Görlitz; † 7. November 1624 in Zittau) war Kaufmann und Bürgermeister von Zittau um 1621/22.

## Leben
Georg Schnitter war ein Sohn des Görlitzer Bürgermeisters Onophrius Schnitter und seiner zweiten Ehefrau Anna Rosenhain. Er hatte sechs Geschwister, davon einen Halbbruder. Nikolaus Dornspach war sein Schwager (Ehemann seiner Schwester Elisabeth; * 1547 in Görlitz; † 10. Dezember 1616 in Zittau).
Schnitter wurde in Görlitz geboren, ließ sich in Preußen ausbilden („erlernete die Handlung in Preussen“) und kam im Jahr 1581 wieder in die Oberlausitz nach Zittau.
Angekommen in Zittau heiratete Georg zeitnah, doch die erste Ehefrau nicht überlieferten Namens verstarb „nach kurzer Ehe“ im Jahr 1583. In zweiter Ehe heiratete er am 3. November 1587 Barbara Andreas († 3. April 1613). Aus dieser Ehe stammen wahrscheinlich seine Söhne Johann, Daniel und Georg.
Im Jahr 1607 kam er in den Zittauer Rat, wohl nachdem sein sieben Jahre älterer Bruder Tobias als Görlitzer Bürgermeister im März des Jahres verstarb. Georg wurde in Zittau im Jahr 1618 Stadtrichter und 1621 auch Bürgermeister oder 1621 zunächst Konsul und erst im darauffolgenden Jahr 1622 Bürgermeister.

## Nachkommen
Georg der Jüngere wurde wahrscheinlich wie sein Vater Ratsherr in Zittau. Sein Sohn Johann Georg stiftete seinen Großeltern Georg und Barbara durch den Tischler Georg Bahns im Jahr 1662 ein heute im Dresdner Stadtmuseum erhaltenes Epitaph in der Kreuzkirche.
Vielleicht, aber nicht gewiss, war Georg (der Ältere) ein Urgroßvater von Karl Konstantin von Schnitter.